# بخش دهاروار
بخش دهاروار (به انگلیسی: Dharwad district) یک بخش در هند است که در کارناتاکا واقع شده‌است. بخش دهاروار ۴٬۲۶۵ کیلومتر مربع مساحت و ۱٬۸۴۶٬۹۹۳Hubli-Dh نفر جمعیت دارد.